# Gran Premio motociclistico d'Europa 1994
Il Gran Premio motociclistico d'Europa 1994 fu il quattordicesimo e ultimo Gran Premio della stagione e si disputò il 9 ottobre 1994 sul circuito di Catalogna, in Spagna.
Nella classe 500 il vincitore fu per la seconda volta in stagione Luca Cadalora su Yamaha davanti a Mick Doohan su Honda e John Kocinski su Cagiva; con i risultati di quest'ultima gara della stagione, Cadalora salì al secondo posto finale dietro a Doohan, mentre anche Kocinski scavalcò Kevin Schwantz, assente da Laguna Seca, concludendo in terza posizione.
Nella classe 250, l'unica nella quale non era stato ancora assegnato il titolo, a vincere fu Max Biaggi, in un podio tutto italiano completato da Loris Capirossi e Doriano Romboni; Biaggi, finendo la gara davanti a Tadayuki Okada, unico contendente per la vittoria finale e quarto al traguardo, si laureò per la prima volta campione del mondo.
Le prime tre posizioni nella gara della classe 125 furono occupate invece da Dirk Raudies, Peter Öttl e Haruchika Aoki; con il titolo già assegnato a Kazuto Sakata, dietro di lui le prime posizioni della classifica finale furono occupate da altri due giapponesi, Noboru Ueda e Takeshi Tsujimura.
Nello stesso fine settimana si disputò la gara conclusiva della stagione dei sidecar, che vide il secondo successo dell'anno dell'equipaggio formato dai britannici Darren Dixon e Andy Hetherington, mentre il titolo era già stato assegnato a Rolf Biland e Kurt Waltisperg in occasione della prova precedente ad Assen, disputatasi un mese prima in concomitanza con il mondiale Superbike.

## Classe 500

### Arrivati al traguardo
| Pos. | Nº | Pilota               | Squadra               | Motocicletta  | Giri | Tempo     | Griglia | Punti |
| ---- | -- | -------------------- | --------------------- | ------------- | ---- | --------- | ------- | ----- |
| 1º   | 5  | Luca Cadalora        | Marlboro Team Roberts | Yamaha        | 25   | 46:03.356 | 1       | 25    |
| 2º   | 4  | Mick Doohan          | Honda Team HRC        | Honda         | 25   | +3.488    | 2       | 20    |
| 3º   | 11 | John Kocinski        | Cagiva Team Agostini  | Cagiva        | 25   | +6.566    | 3       | 16    |
| 4º   | 8  | Àlex Crivillé        | Honda Team HRC        | Honda         | 25   | +7.486    | 5       | 13    |
| 5º   | 3  | Daryl Beattie        | Marlboro Team Roberts | Yamaha        | 25   | +18.737   | 6       | 11    |
| 6º   | 6  | Alex Barros          | Lucky Strike Suzuki   | Suzuki        | 25   | +19.994   | 9       | 10    |
| 7º   | 17 | Alberto Puig         | Ducados Honda Pons    | Honda         | 25   | +24.528   | 4       | 9     |
| 8º   | 50 | Niall Mackenzie      | Slick 50 Team WCM     | ROC Yamaha    | 25   | +34.978   | 12      | 8     |
| 9º   | 18 | Bernard Garcia       | Yamaha Motor France   | ROC Yamaha    | 25   | +54.900   | 13      | 7     |
| 10º  | 10 | Doug Chandler        | Cagiva Team Agostini  | Cagiva        | 25   | +55.928   | 8       | 6     |
| 11º  | 15 | John Reynolds        | Padgetts Motorcycles  | Harris Yamaha | 25   | +55.987   | 10      | 5     |
| 12º  | 14 | Jeremy McWilliams    | Team Millar           | Yamaha        | 25   | +56.278   | 14      | 4     |
| 13º  | 12 | Juan López Mella     | Lucky Strike Suzuki   | Suzuki        | 25   | +1:10.840 | 18      | 3     |
| 14º  | 16 | Laurent Naveau       | Euro Team             | ROC Yamaha    | 25   | +1:10.958 | 17      | 2     |
| 15º  | 41 | Andrew Stroud        | Team ROC              | ROC Yamaha    | 25   | +1:11.059 | 15      | 1     |
| 16º  | 40 | Neil Hodgson         | Shell Team Harris     | Harris Yamaha | 25   | +1:11.281 | 20      |       |
| 17º  | 51 | Jean Pierre Jeandat  | J.P.J. Racing         | ROC Yamaha    | 25   | +1:11.374 | 16      |       |
| 18º  | 24 | Cristiano Migliorati | Team Pedercini        | ROC Yamaha    | 25   | +1:33.939 | 24      |       |
| 19º  | 21 | Cees Doorakkers      | Team Doorakkers       | Harris Yamaha | 24   | +1 giro   | 27      |       |
| 20º  | 27 | Bernard Haenggeli    | Haenggeli Racing      | ROC Yamaha    | 24   | +1 giro   | 22      |       |

### Ritirati
| Nº | Pilota           | Squadra             | Motocicletta  | Giri | Griglia |
| -- | ---------------- | ------------------- | ------------- | ---- | ------- |
| 7  | Shin'ichi Itō    | Honda Team HRC      | Honda         | 24   | 7       |
| 34 | Bruno Bonhuil    | M.T.D. Objectif 500 | ROC Yamaha    | 19   | 25      |
| 25 | Marco Papa       | Team Elit           | ROC Yamaha    | 15   | 29      |
| 44 | Marc Garcia      | DR Team Shark       | ROC Yamaha    | 12   | 21      |
| 13 | Loris Reggiani   | Aprilia Racing      | Aprilia       | 8    | 19      |
| 20 | Kevin Mitchell   | M.B.M. Racing       | Harris Yamaha | 7    | 28      |
| 23 | Lucio Pedercini  | Team Pedercini      | ROC Yamaha    | 7    | 23      |
| 19 | Sean Emmett      | Lucky Strike Suzuki | Suzuki        | 6    | 11      |
| 30 | Vittorio Scatola | Team Paton          | Paton         | 6    | 30      |
| 29 | Andreas Leuthe   | Doppler Austria     | ROC Yamaha    | 5    | 31      |

### Non partito
| Nº | Pilota     | Moto       | Griglia |
| -- | ---------- | ---------- | ------- |
| 36 | Jean Foray | ROC Yamaha | 26      |

## Classe 250

### Arrivati al traguardo
| Pos | Nº | Pilota                    | Moto    | Giri | Tempo     | Griglia | Punti |
| --- | -- | ------------------------- | ------- | ---- | --------- | ------- | ----- |
| 1   | 4  | Max Biaggi                | Aprilia | 23   | 42:44.818 | 1       | 25    |
| 2   | 2  | Loris Capirossi           | Honda   | 23   | +1.940    | 3       | 20    |
| 3   | 5  | Doriano Romboni           | Honda   | 23   | +2.608    | 2       | 16    |
| 4   | 8  | Tadayuki Okada            | Honda   | 23   | +3.056    | 10      | 13    |
| 5   | 1  | Tetsuya Harada            | Yamaha  | 23   | +4.229    | 9       | 11    |
| 6   | 17 | Jean-Philippe Ruggia      | Aprilia | 23   | +18.493   | 6       | 10    |
| 7   | 28 | Ralf Waldmann             | Honda   | 23   | +22.068   | 12      | 9     |
| 8   | 22 | Jean-Michel Bayle         | Aprilia | 23   | +22.150   | 7       | 8     |
| 9   | 23 | Carlos Checa              | Honda   | 23   | +31.157   | 8       | 7     |
| 10  | 20 | Adrian Bosshard           | Honda   | 23   | +32.038   | 13      | 6     |
| 11  | 25 | Kenny Roberts Jr.         | Yamaha  | 23   | +34.323   | 11      | 5     |
| 12  | 12 | Wilco Zeelenberg          | Honda   | 23   | +39.905   | 15      | 4     |
| 13  | 38 | Luis Maurel               | Honda   | 23   | +56.598   | 20      | 3     |
| 14  | 58 | Miguel Castilla           | Yamaha  | 23   | +56.736   | 16      | 2     |
| 15  | 6  | Andreas Preining          | Aprilia | 23   | +59.510   | 23      | 1     |
| 16  | 40 | Giuseppe Fiorillo         | Honda   | 23   | +59.612   | 19      |       |
| 17  | 32 | Jurgen van den Goorbergh  | Aprilia | 23   | +1:05.563 | 17      |       |
| 18  | 29 | Juan Bautista Borja       | Honda   | 23   | +1:09.224 | 18      |       |
| 19  | 27 | Adi Stadler               | Honda   | 23   | +1:09.272 | 28      |       |
| 20  | 62 | Jürgen Fuchs              | Honda   | 23   | +1:09.305 | 21      |       |
| 21  | 45 | Sete Gibernau             | Yamaha  | 23   | +1:09.536 | 24      |       |
| 22  | 16 | Patrick van den Goorbergh | Aprilia | 23   | +1:22.673 | 29      |       |
| 23  | 31 | Enrique de Juan           | Aprilia | 23   | +1:40.532 | 34      |       |
| 24  | 69 | James Haydon              | Honda   | 23   | +1:48.090 | 27      |       |
| 25  | 33 | Kristian Kaas             | Yamaha  | 22   | +1 giro   | 30      |       |

### Ritirati
| Nº | Pilota              | Moto    | Giri | Griglia |
| -- | ------------------- | ------- | ---- | ------- |
| 19 | Eskil Suter         | Aprilia | 16   | 14      |
| 13 | Frédéric Protat     | Honda   | 13   | 22      |
| 37 | Noël Ferro          | Honda   | 10   | 26      |
| 11 | Nobuatsu Aoki       | Honda   | 9    | 4       |
| 35 | Rodney Fee          | Honda   | 9    | 33      |
| 43 | Manuel Hernández    | Aprilia | 5    | 35      |
| 39 | Alessandro Gramigni | Aprilia | 4    | 31      |
| 34 | Christian Boudinot  | Aprilia | 1    | 32      |
| 30 | José Luis Cardoso   | Aprilia | 0    | 25      |

### Non partito
| Nº | Pilota       | Moto  | Griglia |
| -- | ------------ | ----- | ------- |
| 15 | Luis d'Antín | Honda | 5       |

## Classe 125

### Arrivati al traguardo
| Pos | Nº | Pilota             | Moto    | Giri | Tempo     | Griglia | Punti |
| --- | -- | ------------------ | ------- | ---- | --------- | ------- | ----- |
| 1   | 1  | Dirk Raudies       | Honda   | 22   | 43:26.974 | 1       | 25    |
| 2   | 10 | Peter Öttl         | Aprilia | 22   | +2.137    | 6       | 20    |
| 3   | 12 | Haruchika Aoki     | Honda   | 22   | +4.956    | 17      | 16    |
| 4   | 3  | Takeshi Tsujimura  | Honda   | 22   | +5.001    | 5       | 13    |
| 5   | 7  | Oliver Petrucciani | Aprilia | 22   | +8.779    | 16      | 11    |
| 6   | 5  | Noboru Ueda        | Honda   | 22   | +12.491   | 8       | 10    |
| 7   | 2  | Kazuto Sakata      | Aprilia | 22   | +12.643   | 7       | 9     |
| 8   | 28 | Hideyuki Nakajō    | Honda   | 22   | +12.679   | 18      | 8     |
| 9   | 35 | Loek Bodelier      | Honda   | 22   | +12.864   | 23      | 7     |
| 10  | 11 | Fausto Gresini     | Honda   | 22   | +12.964   | 15      | 6     |
| 11  | 31 | Gianluigi Scalvini | Aprilia | 22   | +13.114   | 12      | 5     |
| 12  | 4  | Yoshiaki Katō      | Yamaha  | 22   | +18.803   | 9       | 4     |
| 13  | 36 | Masaki Tokudome    | Honda   | 22   | +40.641   | 3       | 3     |
| 14  | 22 | Lucio Cecchinello  | Honda   | 22   | +43.116   | 21      | 2     |
| 15  | 27 | Tomoko Igata       | Honda   | 22   | +43.126   | 26      | 1     |
| 16  | 33 | Vittorio Lopez     | Honda   | 22   | +55.928   | 33      |       |
| 17  | 78 | Luis Álvaro        | Yamaha  | 22   | +56.101   | 27      |       |
| 18  | 70 | Darren Barton      | Honda   | 22   | +56.198   | 31      |       |
| 19  | 58 | Antonio Sánchez    | Honda   | 22   | +56.876   | 30      |       |
| 20  | 30 | Manfred Geissler   | Aprilia | 22   | +1:04.356 | 20      |       |
| 21  | 15 | Stefan Prein       | Yamaha  | 22   | +1:12.746 | 14      |       |
| 22  | 37 | Frédéric Petit     | Yamaha  | 22   | +1:13.290 | 19      |       |
| 23  | 24 | Hans Spaan         | Honda   | 22   | +1:18.267 | 35      |       |
| 24  | 51 | Max Gambino        | Aprilia | 22   | +1:22.416 | 34      |       |
| 25  | 44 | Yasuaki Takahashi  | Honda   | 22   | +1:45.934 | 36      |       |

### Ritirati
| Nº | Pilota            | Moto    | Giri | Griglia |
| -- | ----------------- | ------- | ---- | ------- |
| 8  | Jorge Martínez    | Yamaha  | 21   | 4       |
| 32 | Stefano Perugini  | Aprilia | 21   | 2       |
| 9  | Herri Torrontegui | Aprilia | 17   | 29      |
| 29 | Gabriele Debbia   | Honda   | 14   | 22      |
| 50 | Maik Stief        | Aprilia | 13   | 11      |
| 39 | Nicolas Dussauge  | Honda   | 11   | 32      |
| 21 | Carlos Giró       | Aprilia | 8    | 10      |
| 6  | Akira Saito       | Honda   | 7    | 28      |
| 16 | Manfred Baumann   | Yamaha  | 6    | 24      |
| 26 | Emilio Alzamora   | Honda   | 4    | 13      |
| 14 | Oliver Koch       | Honda   | 0    | 25      |

## Classe sidecar
La gara venne fermata con la bandiera rossa dopo 6 giri per pioggia e in seguito venne data una seconda partenza. Ritirati Rolf Biland-Kurt Waltisperg.
Nella classifica finale Biland è 1º con 141 punti, davanti a Webster a 104 e a Derek Brindley a 96.

### Arrivati al traguardo (posizioni a punti)
| Pos | Pilota             | Passeggero          | Moto           | Tempo     | Punti |
| --- | ------------------ | ------------------- | -------------- | --------- | ----- |
| 1   | Darren Dixon       | Andy Hetherington   | LCR-ADM        | 50'02"148 | 25    |
| 2   | Paul Güdel         | Charly Güdel        | LCR-ADM        | +11"969   | 20    |
| 3   | Steve Abbott       | Julian Tailford     | Windle-Krauser | +57"526   | 16    |
| 4   | Klaus Klaffenböck  | Christian Parzer    | LCR-Bartol     |           | 13    |
| 5   | Derek Brindley     | Paul Hutchinson     | LCR-Honda      |           | 11    |
| 6   | Jukka Lauslehto    | Hannu Metsäranta    | LCR-ADM        |           | 10    |
| 7   | Steve Webster      | Adolf Hänni         | LCR-Yamaha     |           | 9     |
| 8   | Billy Gällros      | Peter Berglund      | LCR-Yamaha     |           | 8     |
| 9   | Kieron Kavanagh    | Michel van Puyvelde | LCR-Krauser    |           | 7     |
| 10  | Markus Bösiger     | Jürg Egli           | LCR-ADM        |           | 6     |
| 11  | Yoshisada Kumagaya | Steve Pointer       | LCR-ADM        |           | 5     |
| 12  | Mark Reddington    | Trevor Crone        | LCR-ADM        |           | 4     |
| 13  | Gary Knight        | Trevor Hopkinson    | Windle-Krauser |           | 3     |
| 14  | Kevin Webster      | Harry Hofsteenge    | LCR-Krauser    |           | 2     |
| 15  | Reiner Koster      | Peter Höss          | LCR-ADM        |           | 1     |